# Project 86
I Project 86 sono un gruppo musicale statunitense originario della California e attivo dal 1996.

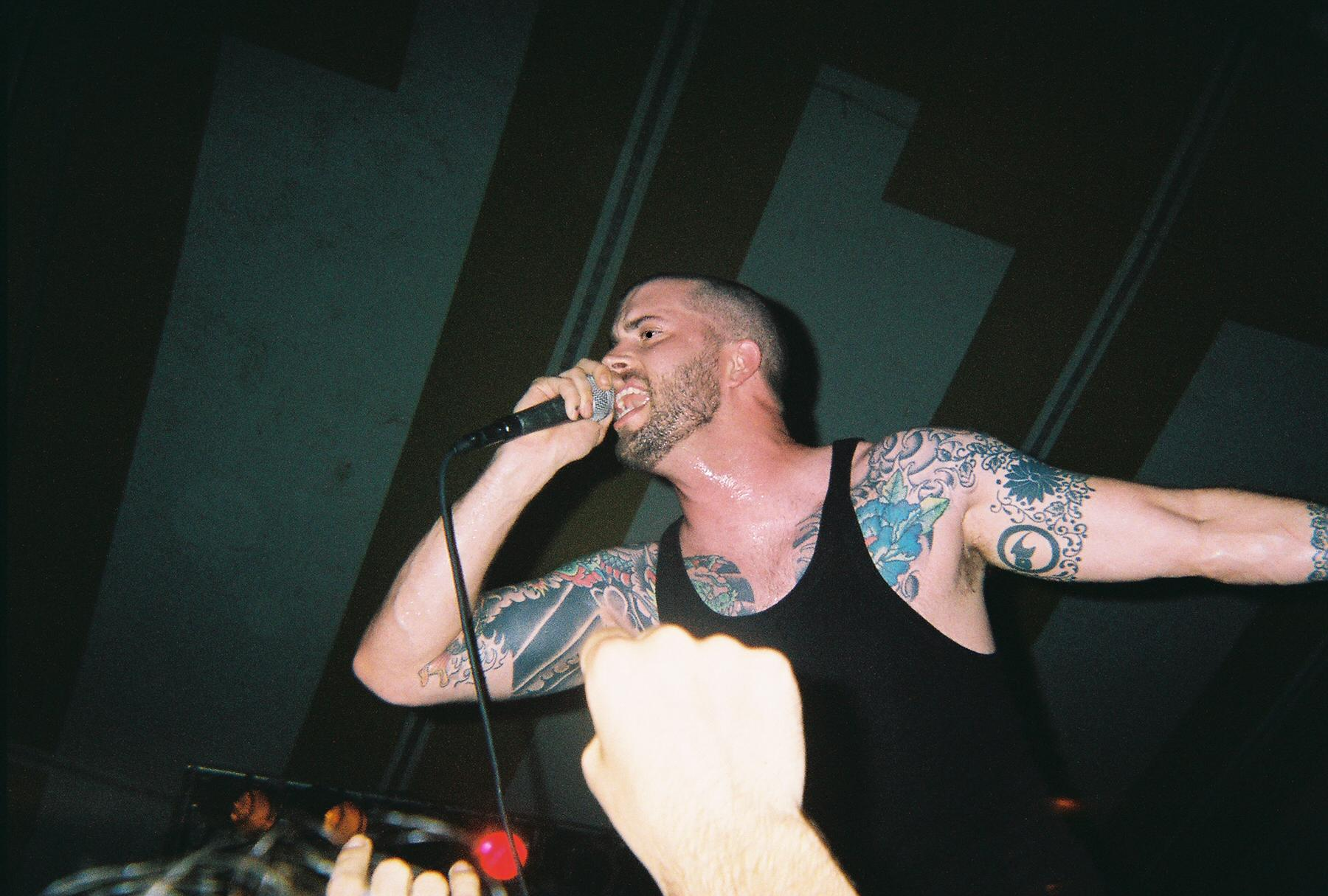
Il cantante Andrew Schwab durante un concerto nel 2007.

## Formazione

### Membri attuali
- Andrew Schwab - voce (dal 1996)
- Darren King - chitarra, tastiera, cori (dal 2014)
- Cody Driggers - basso, cori (dal 2013)
- Blake Martin - chitarra (dal 2020)
- Abishai Collingsworth - batteria (dal 2016)

### Ex membri
- Ryan Wood - batteria (2013-2016)
- Dustinn Lowry - chitarra, cori (2012-2014)
- Mike "Norman" Williams - basso (2012-2013)
- Scott Davis - batteria (2012-2013)
- Alex Albert - batteria (1996-2007)
- Corey Edelmann - chitarra, cori (2000-2002)
- Matt "Bean" Hernandez - basso (1996)
- Steven Dail - basso, chitarra, cori (1997-2010)
- Randy Torres - chitarra, tastiera, cori (1996-2009)
- Ethan Luck - batteria, basso (1996-1997)
- Jason Gerken - batteria (2007-2012)

## Discografia

### Album in studio
- 1998 - Project 86
- 2000 - Drawing Black Lines
- 2002 - Truthless Heroes
- 2004 - Songs to Burn Your Bridges By
- 2005 - ...And the Rest Will Follow
- 2007 - Rival Factions
- 2009 - Picket Fence Cartel
- 2012 - Wait for the Siren
- 2014 - Knives to the Future
- 2017 - Sheep Among Wolves
- 2023 - OMNI, Pt. 1

### Album dal vivo
- 2010 - 15. Live.

### EP
- 2007 - The Kane Mutiny EP
- 2008 - This Time of Year EP
- 2012 - The Midnight Clear Single
- 2016 - Influence EP